# Dietz-Replik
Eine Dietz-Replik ist die besondere Form einer Replik oder Nachbildung eines schon bestehenden Gemäldes oder einer Zeichnung. Es wird durch ein aufwendiges Vervielfältigungsverfahren in Siebdrucktechnik erzeugt. 1964 wurde es von Günter Dietz entwickelt und ist seither nach ihm benannt. Ausgangsbasis für seine Erfindung bildete die „Impression de Pochoir“ (frz., zu deutsch: Schablonendruck).

## Verfahren
Das Besondere des Dietz-Replikationsverfahrens ist, dass es auch die dritte Dimension der Originalgemälde berücksichtigt. Bei Ölgemälden zum Beispiel wurde die Farbe manchmal so dick vom Künstler aufgetragen, dass sie beim Trocknen auf der Leinwand ein millimeterhohes „Farbgebirge“ entstehen ließ. Dies kann man oft erst erkennen, wenn man an ein Gemälde näher herantritt und es aus der Nähe betrachtet. Dabei sieht man sogar, ob die Farbe beispielsweise mit einem Pinsel, einem Spachtel oder dergleichen aufgetragen wurde. Sogar dieser Duktus des Künstlers (Art des Farbauftrags) lässt sich mit dem Dietz-Verfahren reproduzieren.
Nach einem speziellen Scanvorgang des Originales entsteht in bis zu 180 Druckvorgängen mit je einer neuen Schablone Schicht für Schicht eine exakte Kopie dieses „Farbgebirges“ neu. Dabei werden die vom jeweiligen Künstler verwendeten Materialien verwendet. Neben Ölgemälden können auch Aquarelle, Pastelle und Zeichnungen reproduziert werden.

## Bedeutung
Die große Treue zum Original führt dazu, dass das Unternehmen dazu verpflichtet ist, jede Replik mit einer Signatur zu versehen, die nur unter Röntgenbestrahlung zu erkennen ist. Viele Künstler, wie zum Beispiel Friedensreich Hundertwasser, Heinz Mack, Niki de Saint Phalle oder Pablo Picasso ließen von ihren Werken Dietz-Replikate herstellen, die in limitierten Auflagen in den Handel kamen. Auch alte Meister wie Caspar David Friedrich wurden auf diese Weise vermarktet.